# Arroyo Sencata
El arroyo Sencata es un curso natural de agua que nace en la Región de Tarapacá. Fluye inicialmente hacia el este para luego girar hacia el sur casi paralelo al límite internacional hasta desembocar en el río Todos Santos, justo antes de que el principal cruce la frontera.: 839 
Es el afluente principal del río Todos Santos.
Un informe de la Dirección General de Aguas entrega un área de drenaje de 350 km², una altitud mínima de 4103 m s. n. m., media de 4550 m s. n. m. y una máxima de 5616 m s. n. m.: 89 

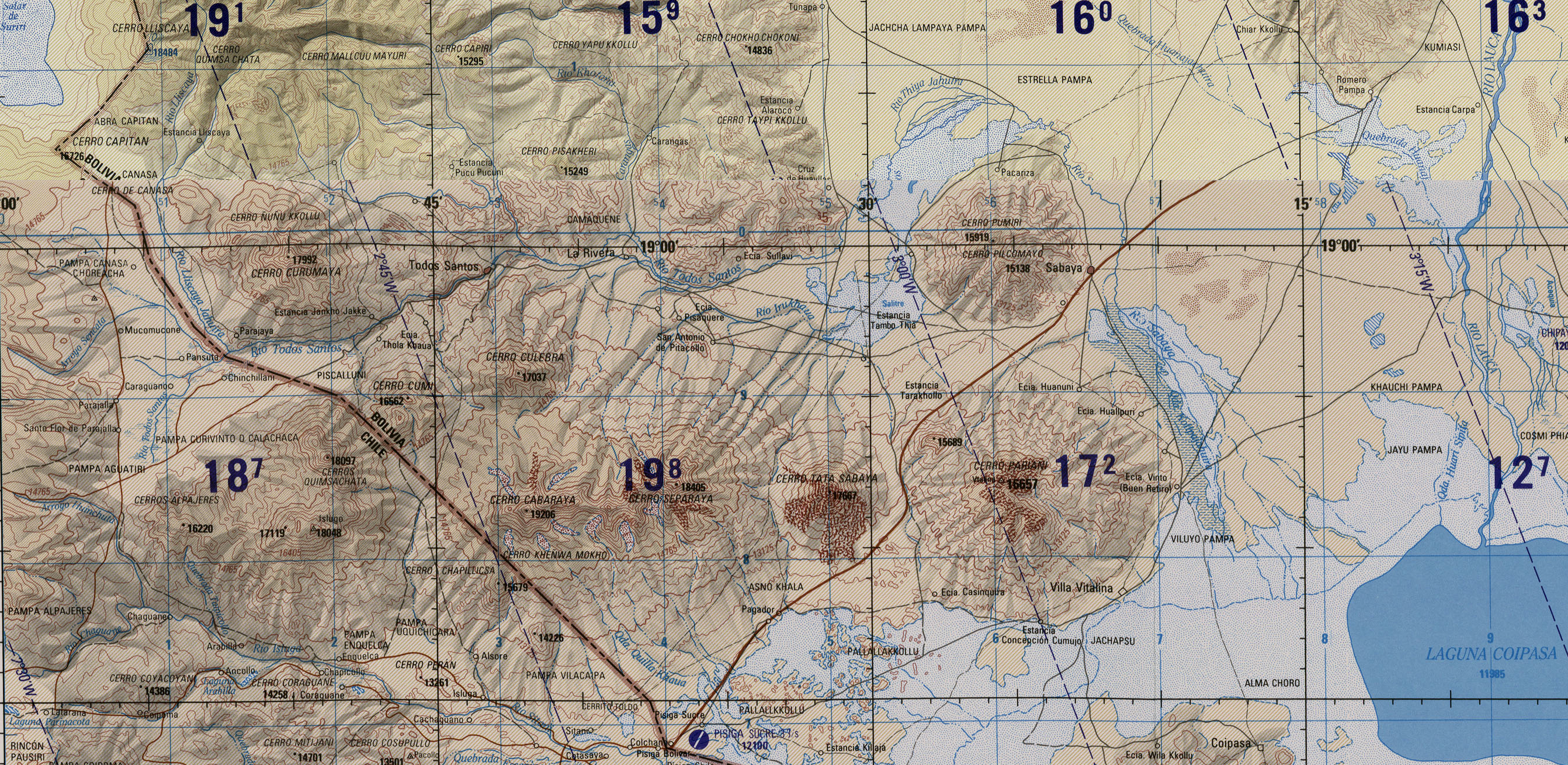
Río Todos Santos en un compuesto de dos mapas de las FF.AA. de U.S.A.

## Historia
Luis Risopatrón lo describe en su Diccionario Jeográfico de Chile: 839 
Sencata (Arroyo) 19° 02' 68° 58' Es pequeño i corre hacia el E, en dirección al rio de Todos Santos. 116, p. 258 i 272; 154; i 156.